# Лабуерда
Лабуерда (ісп. Labuerda, араг. A Buerda) — муніципалітет в Іспанії, у складі автономної спільноти Арагон, у провінції Уеска. Населення — 172 особи (2009).
Муніципалітет розташований на відстані близько 390 км на північний схід від Мадрида, 55 км на північний схід від Уески.
На території муніципалітету розташовані такі населені пункти: (дані про населення за 2009 рік)
- Лабуерда: 154 особи
- Сан-Вісенте: 13 осіб
- Фонтаналь: 0 осіб

## Демографія
Динаміка населення (INE ):